# Tanytarsus aterrimus
Tanytarsus aterrimus är en tvåvingeart som beskrevs av Freeman 1954. Tanytarsus aterrimus ingår i släktet Tanytarsus och familjen fjädermyggor.
Artens utbredningsområde är Zimbabwe. Inga underarter finns listade i Catalogue of Life.